# LOVEppears
LOVEppears, una abreviación de las palabras en inglés Love Appears (literalmente "El amor aparece"), es el título del segundo álbum estudio de la cantante japonesa Ayumi Hamasaki, producido por Max Matsuura y lanzado el 11 de noviembre de 1999. Este álbum quizás sea el más exitoso dentro de la carrera de Ayumi, siendo todos sus sencillos verdaderos éxitos y con mejores ventas dentro de Japón, y el álbum que sin duda la catapultó al éxito incluso llegando a promocionarse algunas canciones en países tan impensados como Estados Unidos.
Dentro de este álbum están presentes su primer maxi, su primer #1 en su país, aparte del sencillo más vendido en toda la carrera de la artista, titulado "A", un sencillo de cuatro caras con 4 sencillos incluidos (siendo también titulado el sencillo con más canciones en la historia de Japón, ya que contenía 14 canciones).
Otro punto es que este álbum es el primero de la cantante que contiene una canción oculta al final de la última canción, "kanariya", canción que incluso se convirtió en uno de los sencillos del álbum debido al increíble éxito, que obligó a lanzar aún más sencillos cuando supuestamente había terminado la promoción del álbum.
El álbum contiene versiones re-arregladas y mejoradas de las canciones que fueron lanzadas dentro del año '99 como sencillos, más un CD de bonus que contenía algunas canciones de su álbum de debut más algunas remezclas.

## Lista de canciones

### CD1
Todas las letras escritas por Ayumi Hamasaki.

| N.º | Título                        | Música           | Arreglistas(s)       | Duración |  |
| 1.  | «Introduction»                | HΛL              | HΛL                  | 1:09     |  |
| 2.  | «Fly high»                    | D.A.I            | HΛL                  | 4:07     |  |
| 3.  | «Trauma»                      | D.A.I            | Naoto Suzuki, D.A.I  | 4:17     |  |
| 4.  | «And Then»                    | Yasuhiko Hoshino | Keisuke Kikuchi      | 4:14     |  |
| 5.  | «immature» (Versión álbum)    | Kazuhito Kikuchi | HΛL                  | 4:44     |  |
| 6.  | «Boys & Girls»                | D.A.I            | Naoto Suzuki, D.A.I  | 3:54     |  |
| 7.  | «TO BE»                       | D.A.I            | Naoto Suzuki, D.A.I  | 5:18     |  |
| 8.  | «End roll»                    | D.A.I            | Naoto Suzuki, D.A.I  | 4:49     |  |
| 9.  | «P.S II»                      | Hideaki Kuwabara | Akimitsu Honma       | 4:48     |  |
| 10. | «WHATEVER» (Dub's 1999 Remix) | Kazuhito Kikuchi | Izumi "DMX" Miyazaki | 7:20     |  |
| 11. | «too late»                    | D.A.I            | Naoto Suzuki, D.A.I  | 4:25     |  |
| 12. | «appears» (Versión álbum)     | Kazuhito Kikuchi | HΛL                  | 5:38     |  |
| 13. | «monochrome»                  | HΛL              | Naoto Suzuki, D.A.I  | 4:21     |  |
| 14. | «Interlude»                   | Naoto Suzuki     | Naoto Suzuki         | 0:55     |  |
| 15. | «LOVE~refrain~»               | Tsunku           | Naoto Suzuki         | 5:21     |  |
| 16. | «Who...»                      | Kazuhito Kikuchi | Naoto Suzuki         | 5:35     |  |
| 17. | «kanariya» (pista oculta)     | Yasuhiko Hoshino | CPM-Marvin           | 3:52     |  |

### CD2
| N.º | Título                                                     | Música | Arreglistas(s) | Duración |  |
| 1.  | «ayu's EURO MEGA-MIX» (Y&Co. Mix)                          |        |                | 9:48     |  |
| 2.  | «ayu's HOUSE MEGA-MIX» (N.S House Mix)                     |        |                | 9:58     |  |
| 3.  | «A Song for XX» ("MILLENNIUM MIX" from 1st Álbum)          |        |                | 4:46     |  |
| 4.  | «POWDER SNOW» ("Acoustic Orchestra Version" from ayu-mi-x) |        |                | 5:03     |  |
| 5.  | «FRIEND II» ("MAKE MY MAD MIX" from ayu-mi-x)              |        |                | 4:31     |  |

## Posicionamiento
Posición del álbum en Oricon.
| Lanzamiento              | Listas                    | Posición | Ventas    | Semanas |
| ------------------------ | ------------------------- | -------- | --------- | ------- |
| 11 de noviembre del 1999 | Oricon Daily Albums Chart | #1       | 2 562 000 | 64      |

- Datos: Q642180